# 星凱·堤岸
星凱‧堤岸（英語：The ARLES），為位於香港新界沙田區火炭坳背灣街1號，毗鄰火炭站，由內房中洲控股發展，劉榮廣伍振民建築師有限公司（DLN）負責建築設計。物業在2021年10月開售，首批單位折實呎價15790元起，其中1房單位折實價錢為617.4萬。示範單位位於九龍灣金利豐國際中心，項目於2023年3月31日落成。物業由仲量聯行負責管理。

## 歷史
1998年，火炭惠康倉的業主牛奶公司與九廣鐵路和華潤集團合作，計劃將惠康倉以及毗鄰沙田冷倉和百適倉等用地合併重建發展，佔地達55萬方呎。其後，城規會批准改劃為「綜合發展區」，可建樓面達220萬呎，提供2,768個單位。
2004年，牛奶公司以暗標形式招標惠康倉項目，最後由爪哇控股以5.55億元，擊敗新地、信和、九建等財團，成功奪得地盤。一年後，爪哇曾經與九鐵磋商合作發展，申請將火炭站連同巴士站合併發展為佔地總樓面逾2,245,412呎的大型住宅項目，興建10幢17至42層高住宅，並分三期發展，合格提供2,268伙單位。不過在九鐵和城規會反對下，有關方案不獲通過。
2006年，發展商再次修訂發展藍圖，原本擬建10幢物業改為8幢物業，而單位面積由平均每戶907呎增大至997呎，單位數目縮減至2,063伙。不過有關方案亦被否決。其後，發展商向城規會上訴委員會作出上訴，到2010年獲判上訴得直，批准興建2,061個單位。翌年，此項目獲批出圖則，可建4座高35-43層住宅連商場，隨即動工拆卸重建，但其後在開始打樁後「爛尾」。
2015年，項目以總代價逾10億元轉售予內地地產商中洲控股，並恢復工程。政府於2017年11月公佈該項目已完成補地價，金額為35.8億港元。
2020年4月，發展商中洲控股申請預售樓花同意書。2021年4月，中洲置業公佈項目命名為「星凱‧堤岸」。項目的預售樓花同意書到同年9月才獲批。
項目在2021年10月1日國慶長假期開放示範單位，市場反應熱烈。示範單位外更大排長龍，參觀人士需要輪候45分鐘才可進入參觀。至同月8日，屋苑正式開售，首兩日累收約萬個認購登記，以首張價單268伙計，超額認購約36倍。到11月7日，有買家更斥資近一億元購入第2座36樓全層合共8個單位，全層總樓面面積4,239平方呎。消息指買家為香港人，需支付15%稅項。到同年11月中，發展商表示已經累售815伙，套現逾81億元，正考慮將其中200伙單位保留作長線收租用途。

## 住宅
物業由4座樓高46層的大廈組成，共提供1,335伙單位，實用面積由228至2,001平方呎，涵蓋開放式至四房，設11種不同戶型。當中實用面積444至583方呎的2房戶佔最多，共有465伙、佔全盤35%。一房單位佔390伙。項目亦提供4伙複式單位，分別位於第3座50至51樓A及B室、第5座50至51樓A及B室，面積介乎1,569至2,001平方呎。各座大廈5樓均設有平台特色單位，而連天台特色戶有11伙，內置樓梯通往天台。不過其中兩伙天台戶單位沒有樓梯連接。

## 設施
項目會所連園林面積約12萬平方呎，其中會所部分樓高3層，命名為「CLUB ARLES」，並分為4大園區（Six Packs、Chill Vibes、Kid’s Got Talent，以及The Lawn），提供逾100項設施。
1樓北面為Chill Vibes聚會空間，設宴會廳、優閒雅座、餐廳、鋼琴室、棋藝室、派對房和Band房。而南面為運動專區Six Packs，設室內多功能運動場、24小時健身室、VR決戰單車、攀石區、瑜珈室、室內游泳池、按摩池、桑拿室和日式蒸氣機室等。2樓為Kid’s Got Talent兒童會所，設有不同類型遊樂設施。而平台層設面積達15,000平方呎的草坪、寵物公園、寵物訓練場、戶外無邊際泳池、緩跑徑、不同主題的禪意庭院及賞櫻徑。
會所由負責設計中國大陸多個項目的鄭中設計事務所香港公司負責設計。

## 商場
物業基座設有佔地10萬平方呎商場，計劃設國際級幼稚園、餐廳和超級市場。

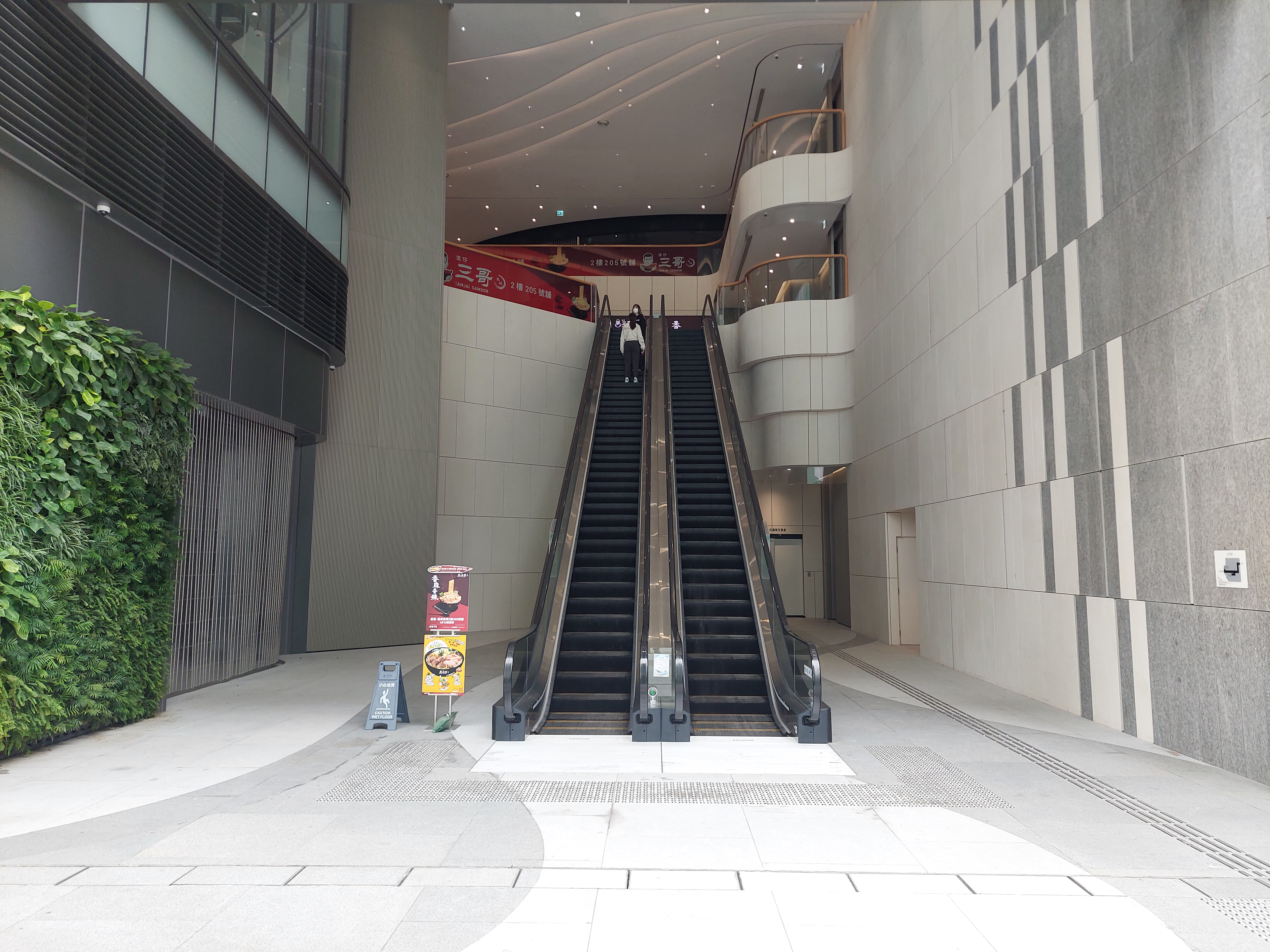
商場入口
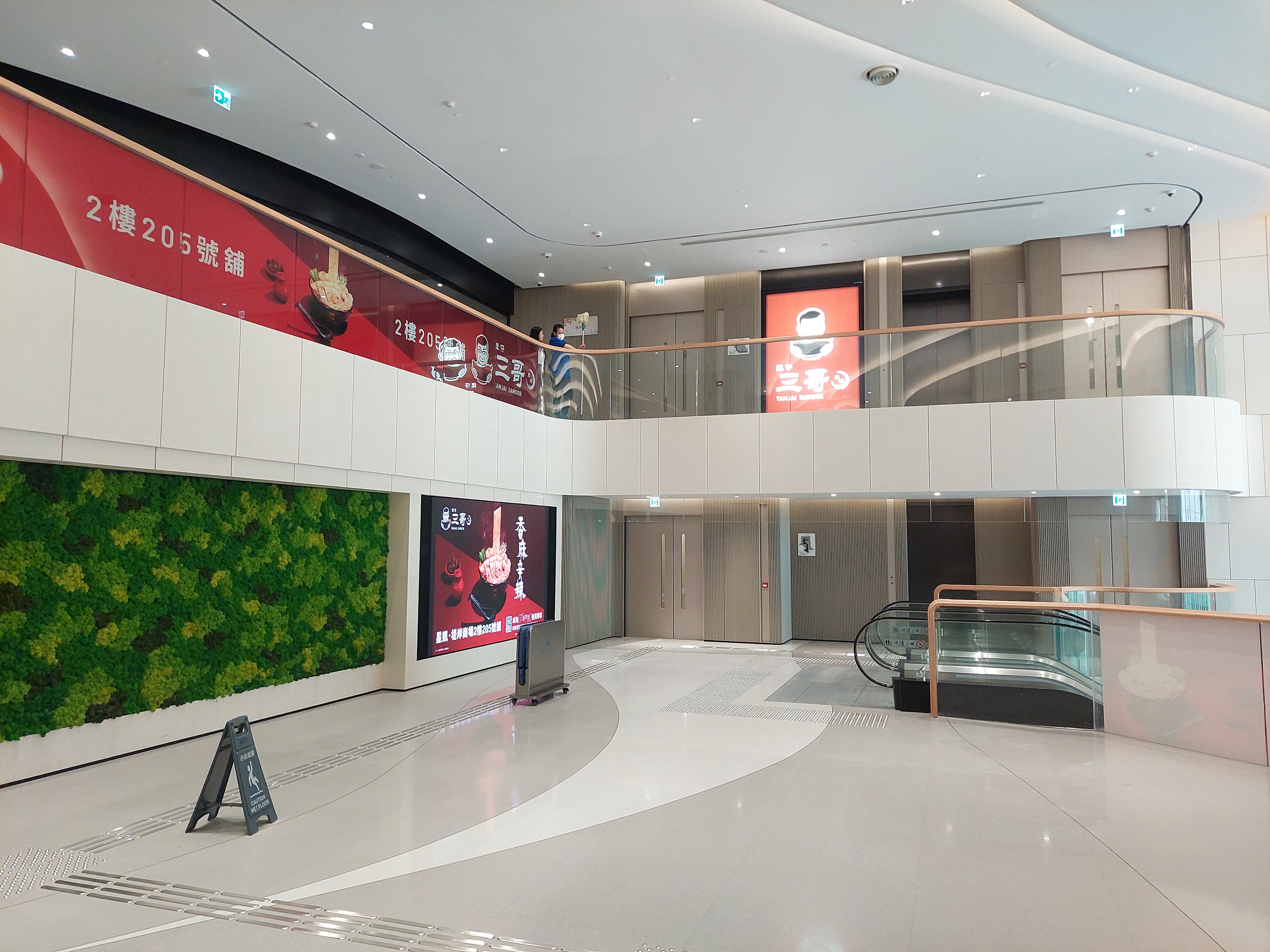
開業初期的商場1樓
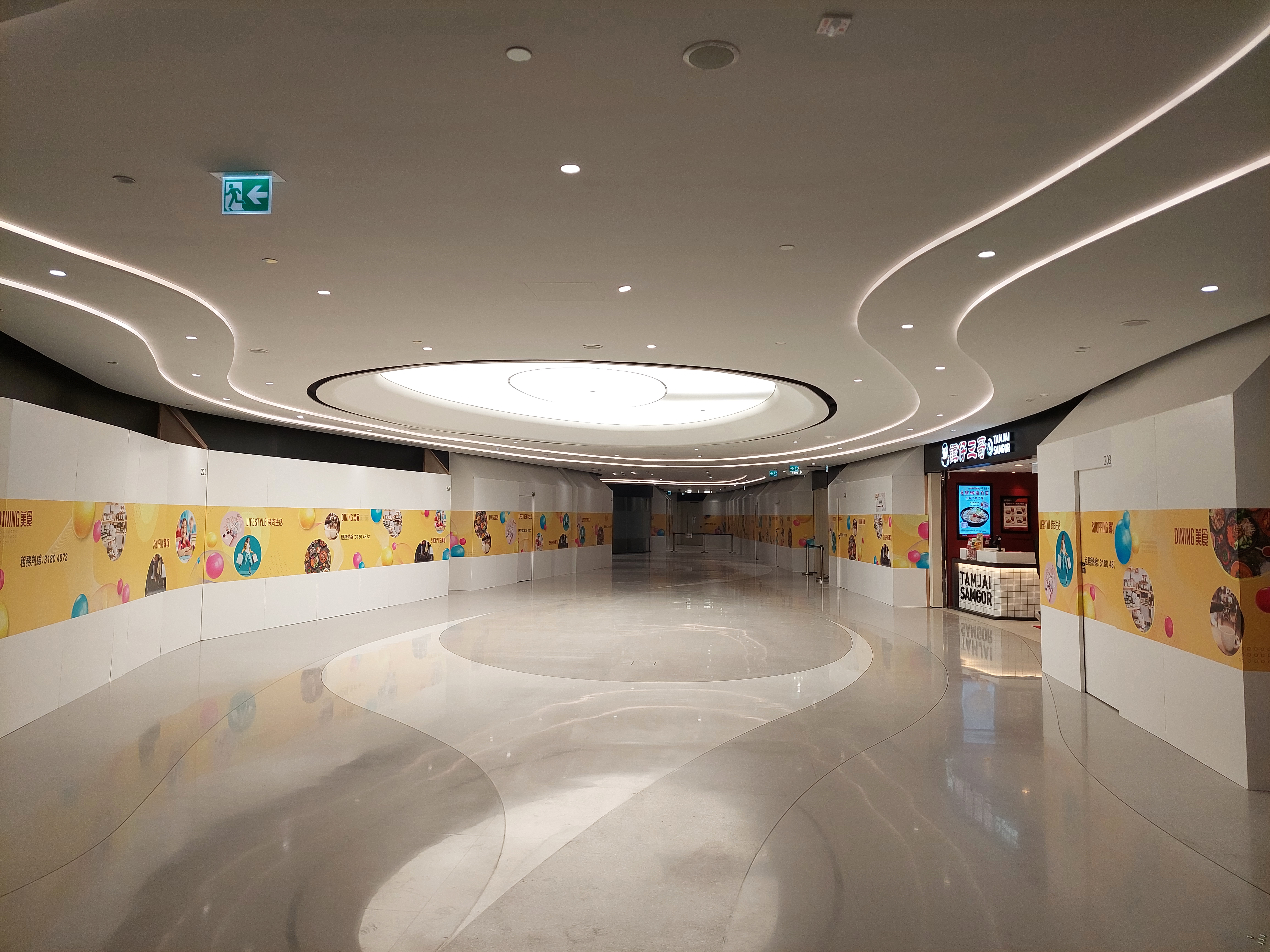
開業初期的商場2樓

## 公共設施
物業基座地下設有公共交通交匯處，而1樓預留結構連接日後興建的小巴站。
此外，屋苑興建工作亦包括為一所擬建24班小學後千禧校舍平整用地。該用地已於2021年按照地契條款交還予政府，現為保良局蕭漢森小學重置校舍。

## 交通
住客步行約一分鐘可到達港鐵火炭站，物業基座亦設交通交匯處，但只有專線小巴提供接駁服務至沙田第一城及小瀝源一帶及九巴「285A」只於星期一至五上午及下午繁忙時間循環來往駿洋邨。

## 建設圖片

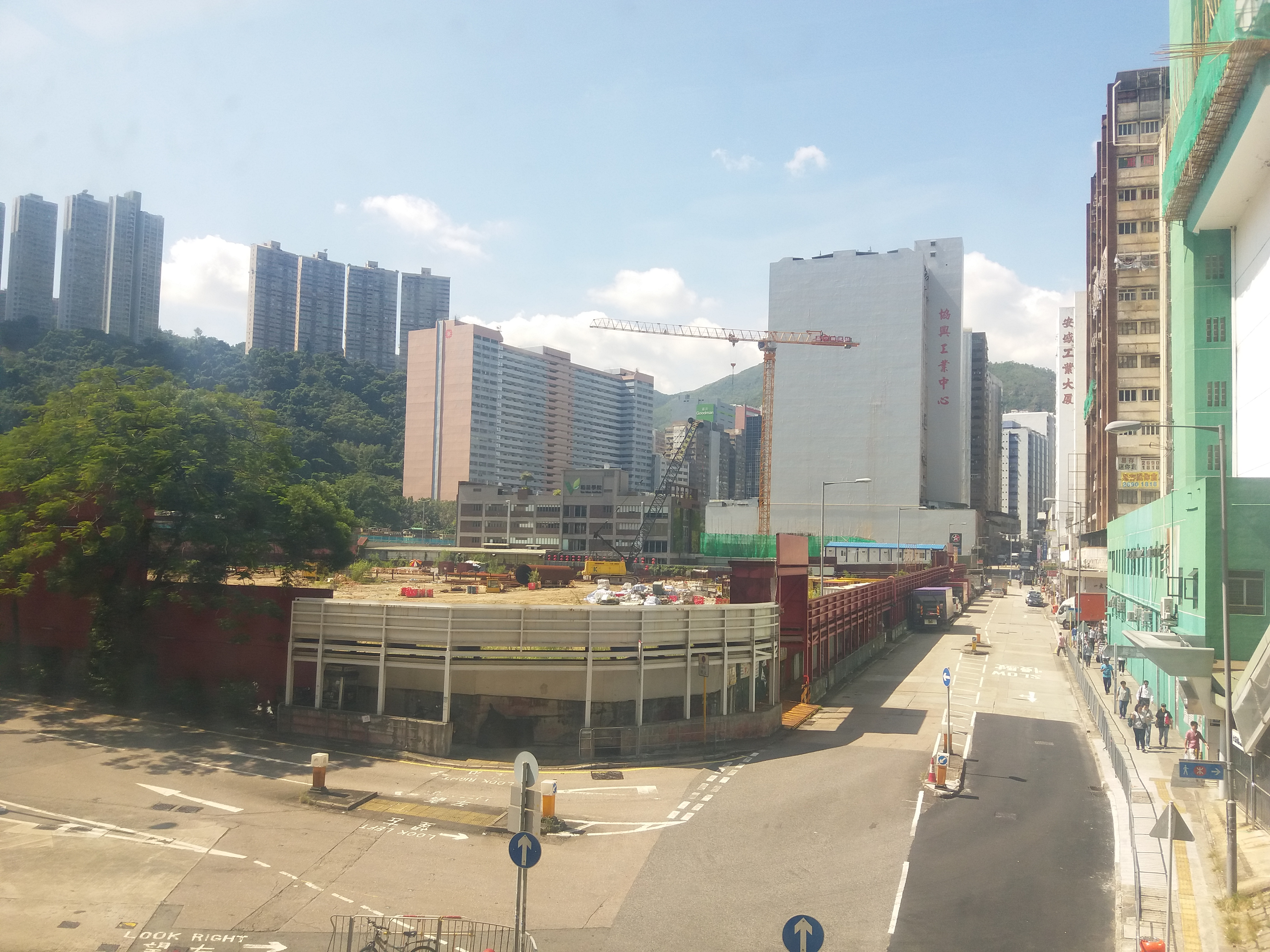
爛尾後的地盤，2017年10月
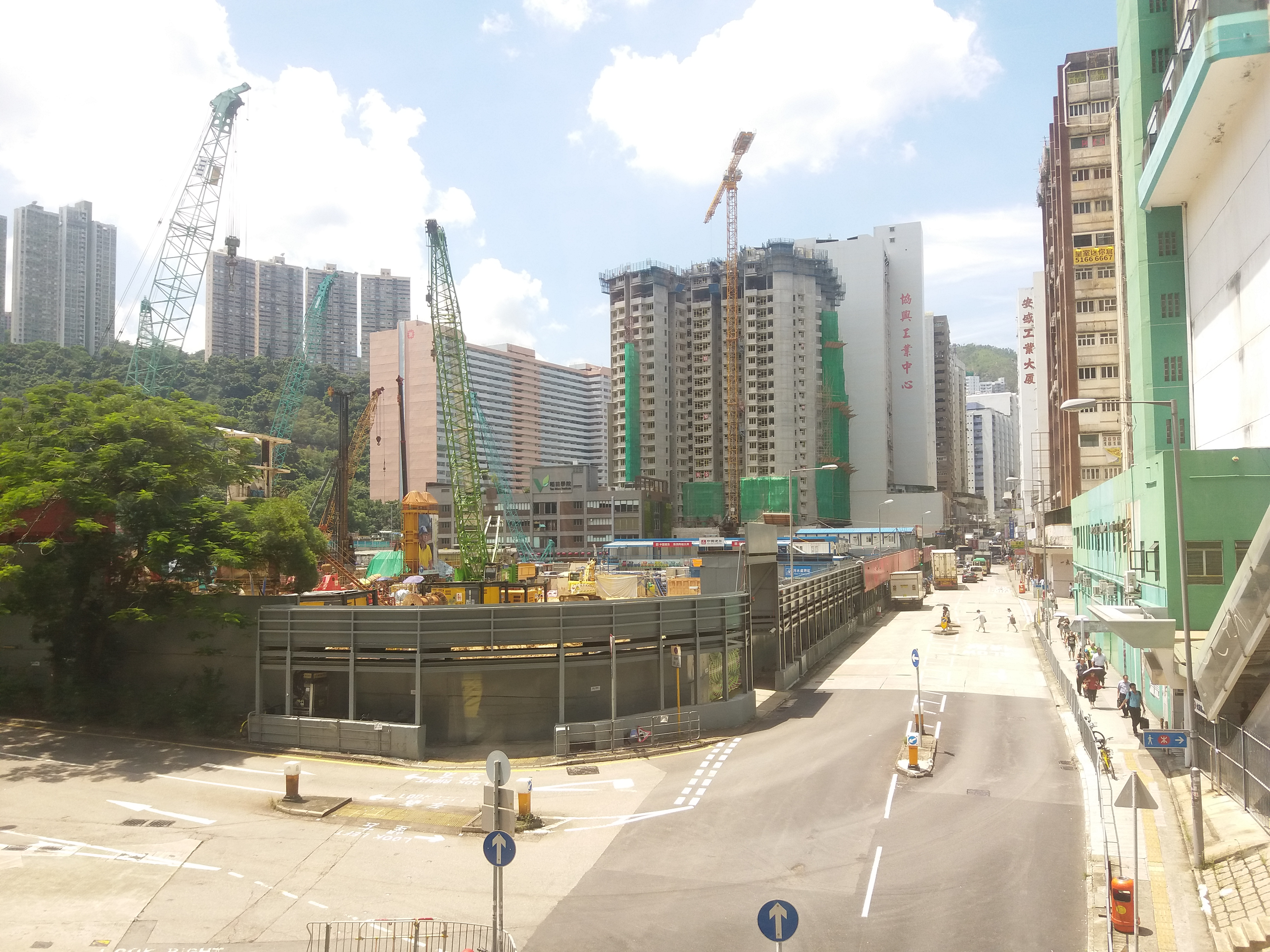
地基工程進行中，2018年9月
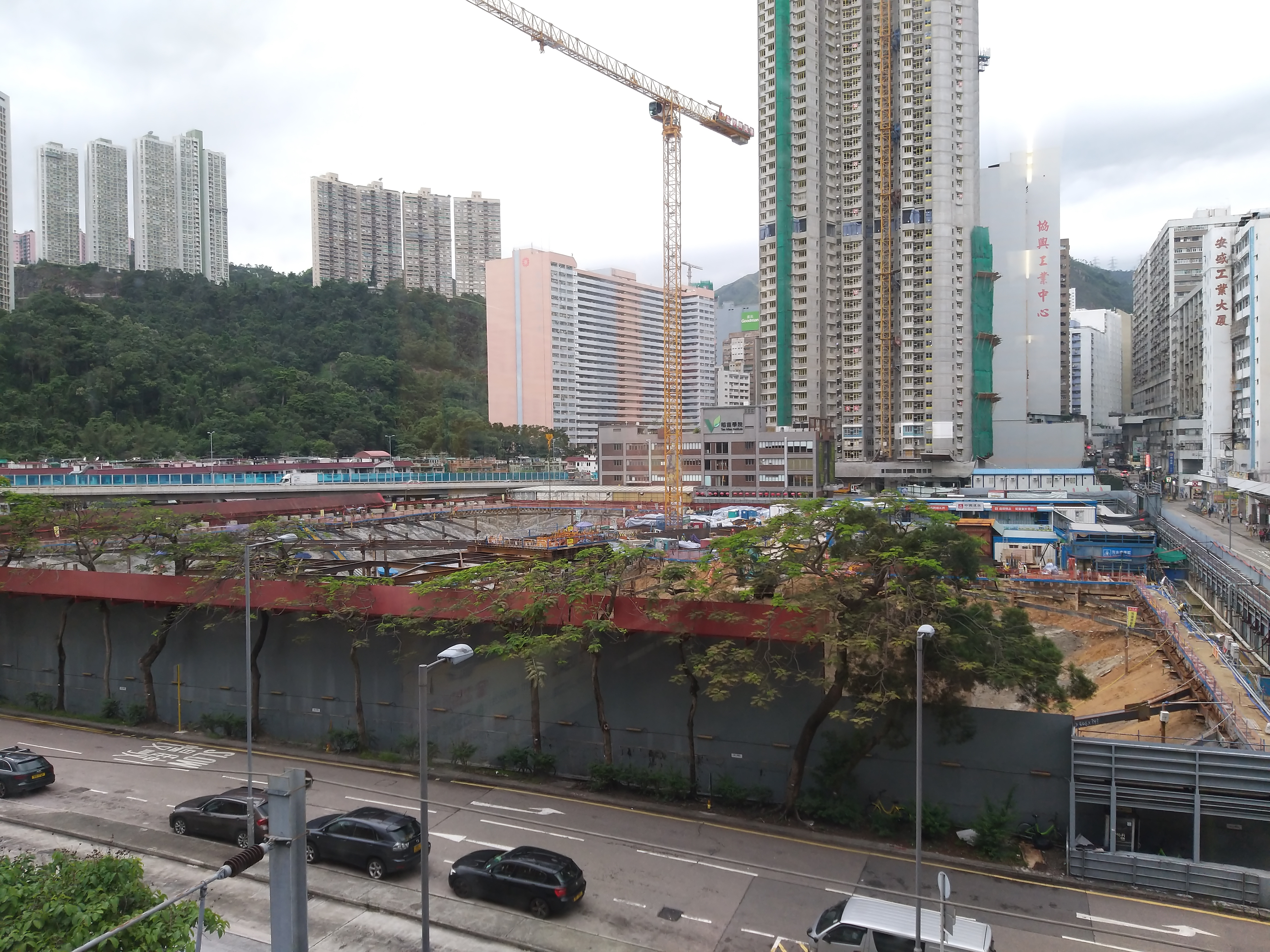
開始上蓋工程，2019年5月
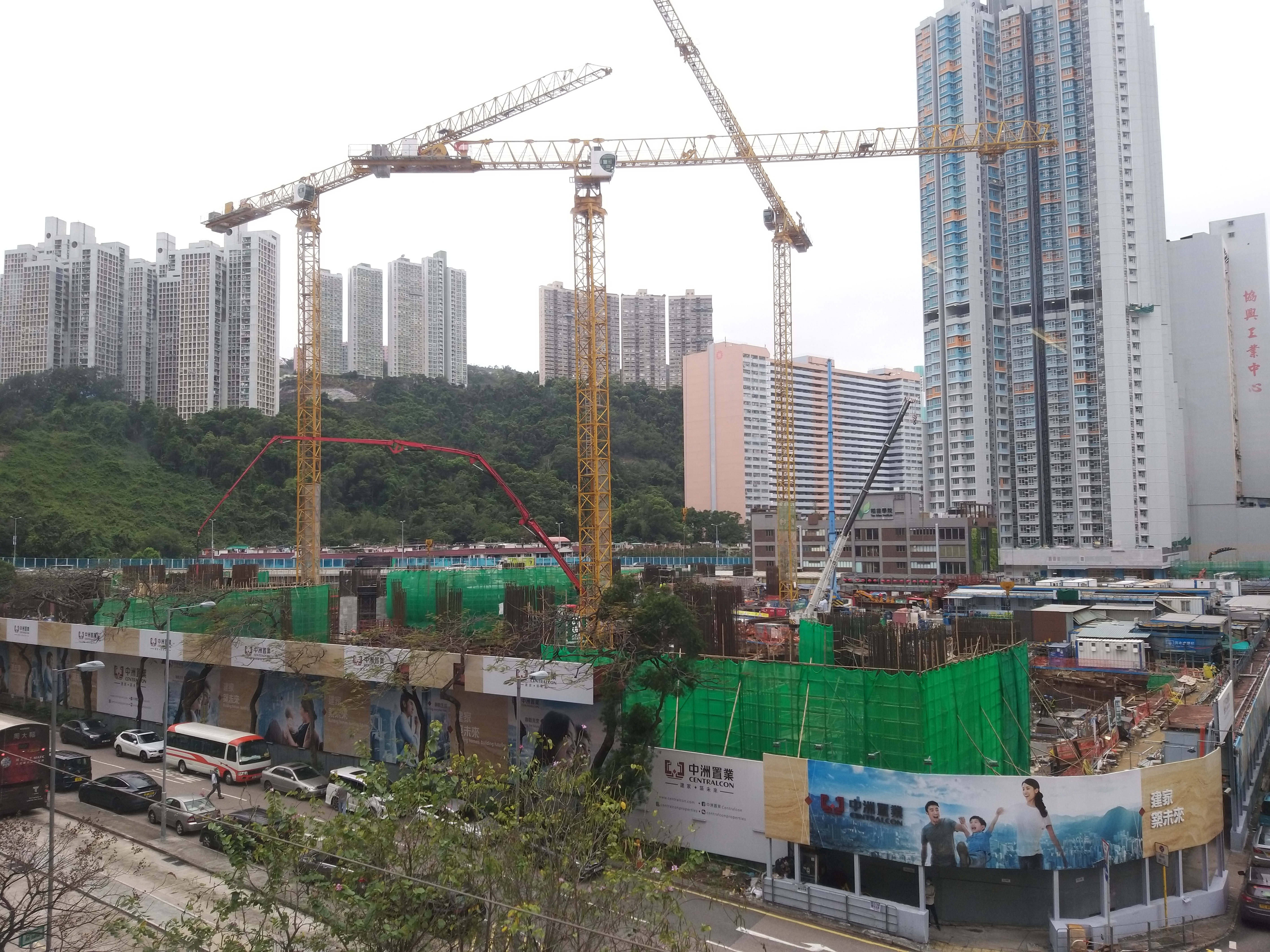
2020年4月
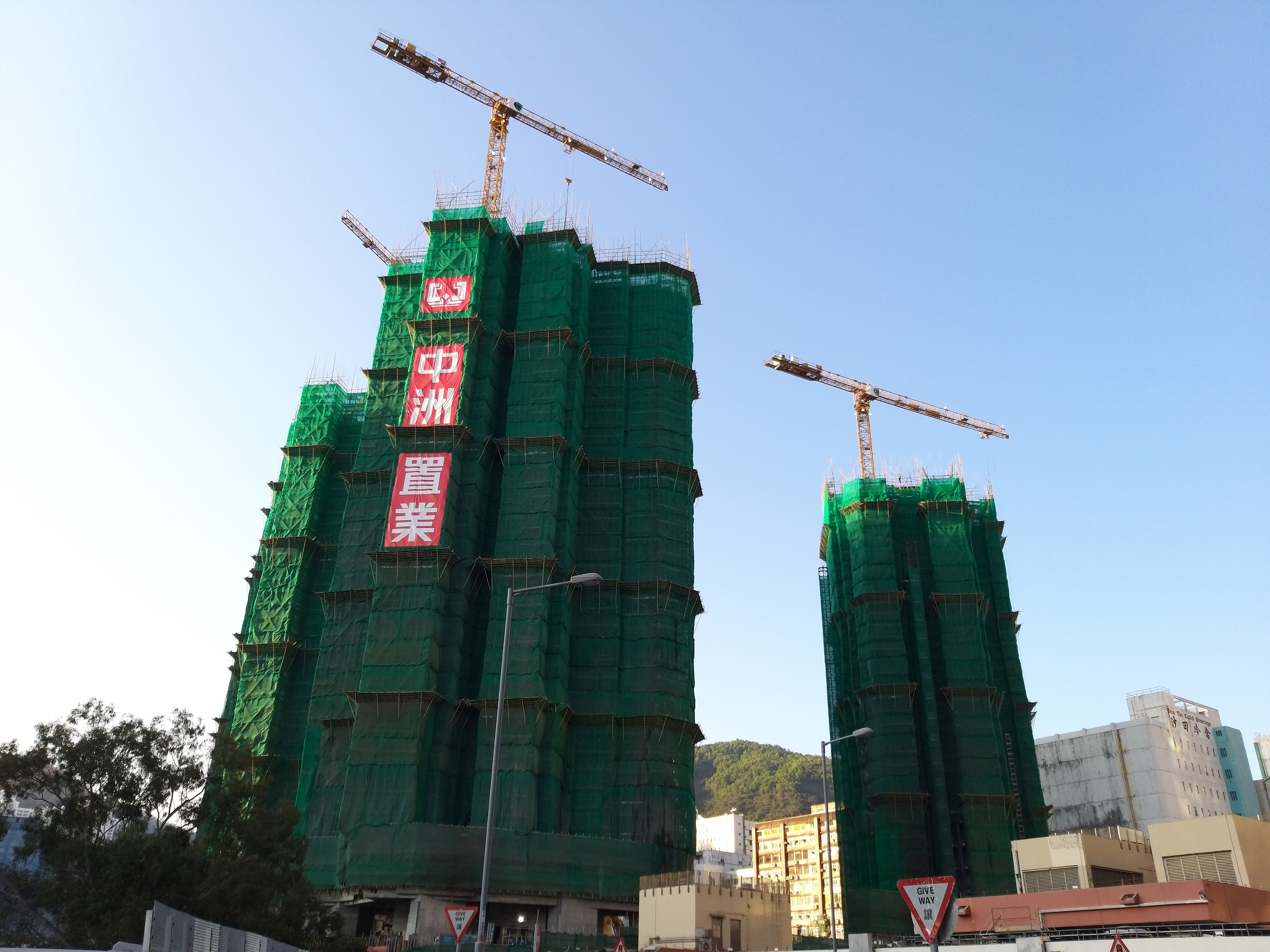
2021年2月
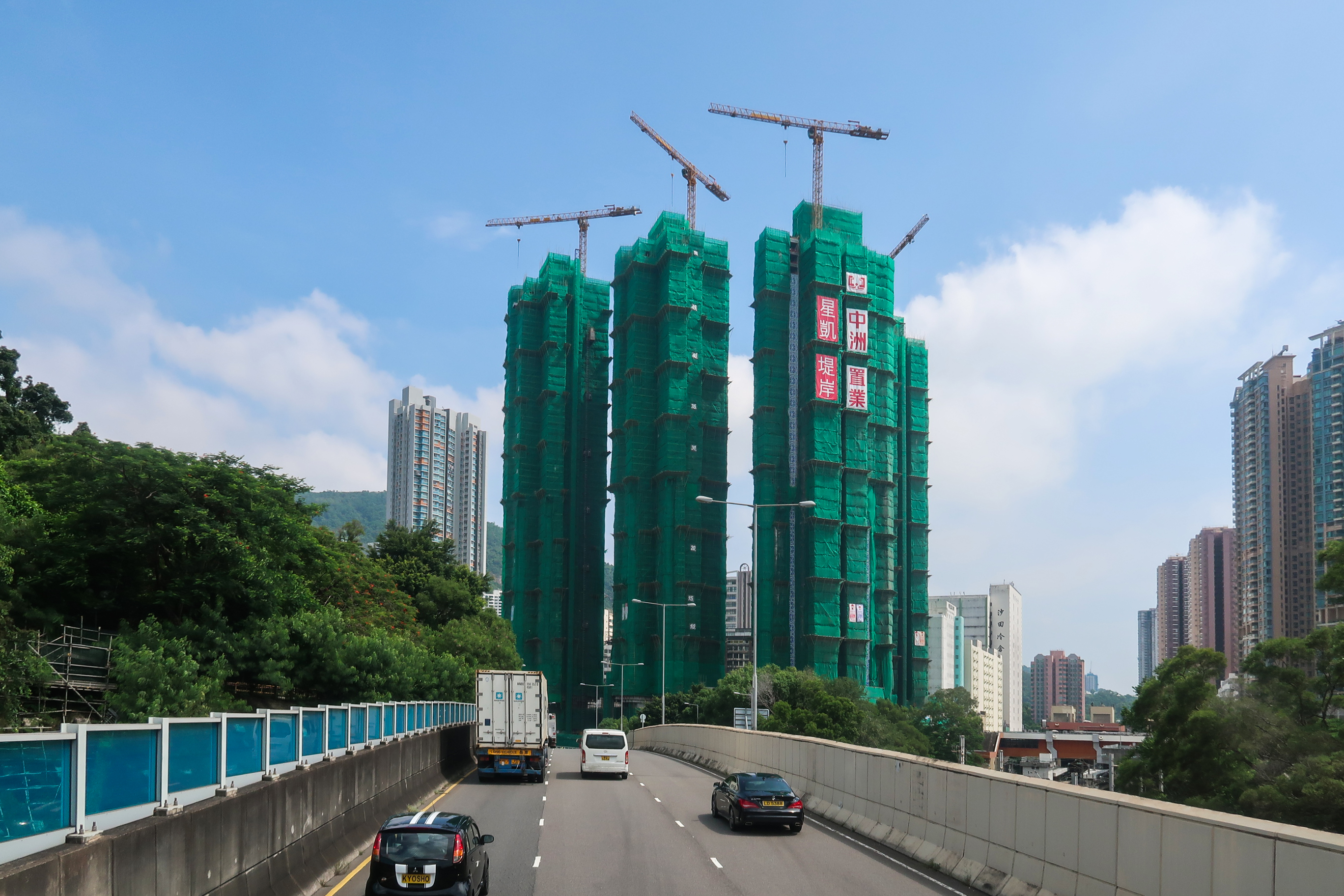
正在封頂，2021年8月
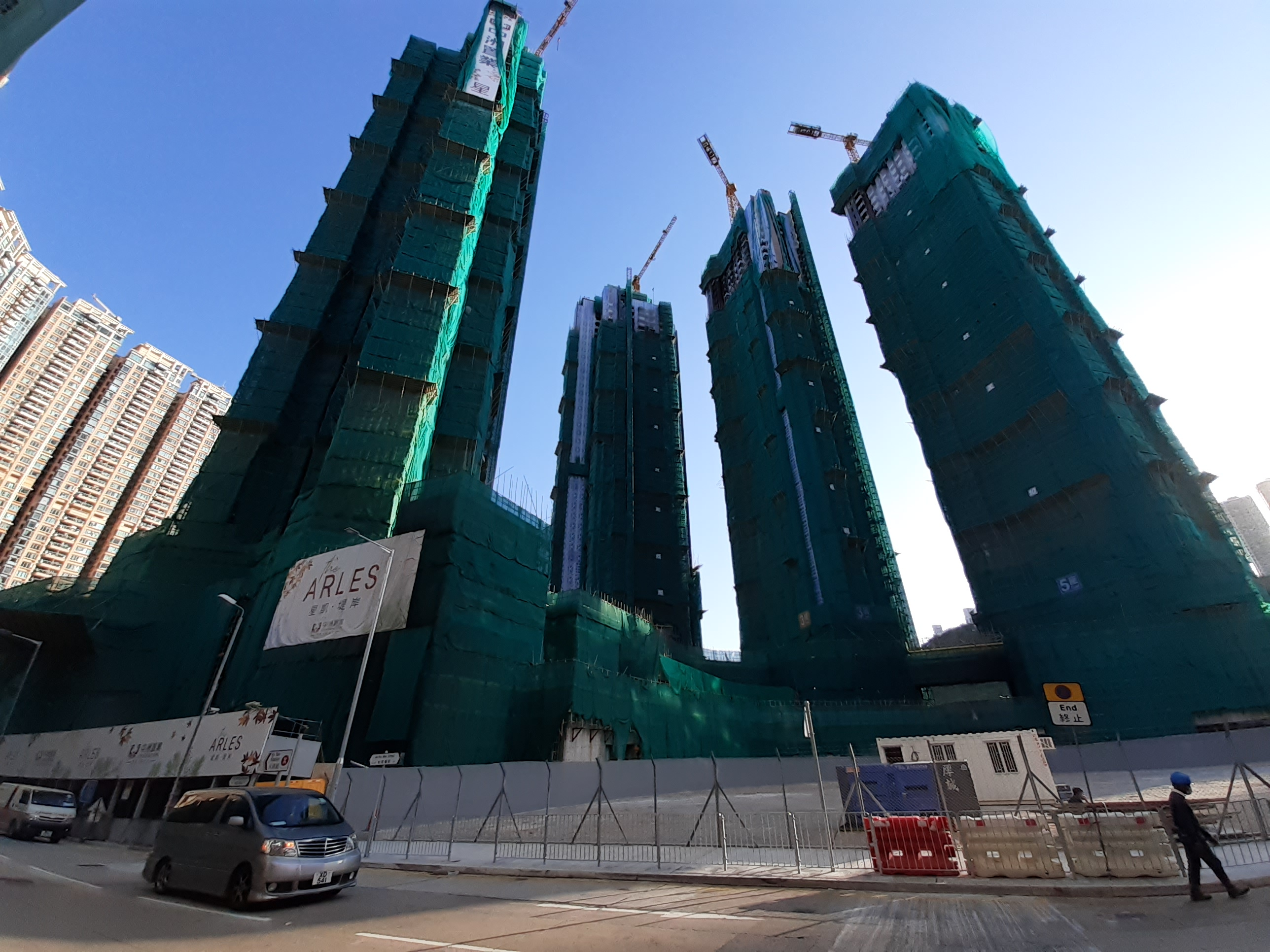
2021年11月
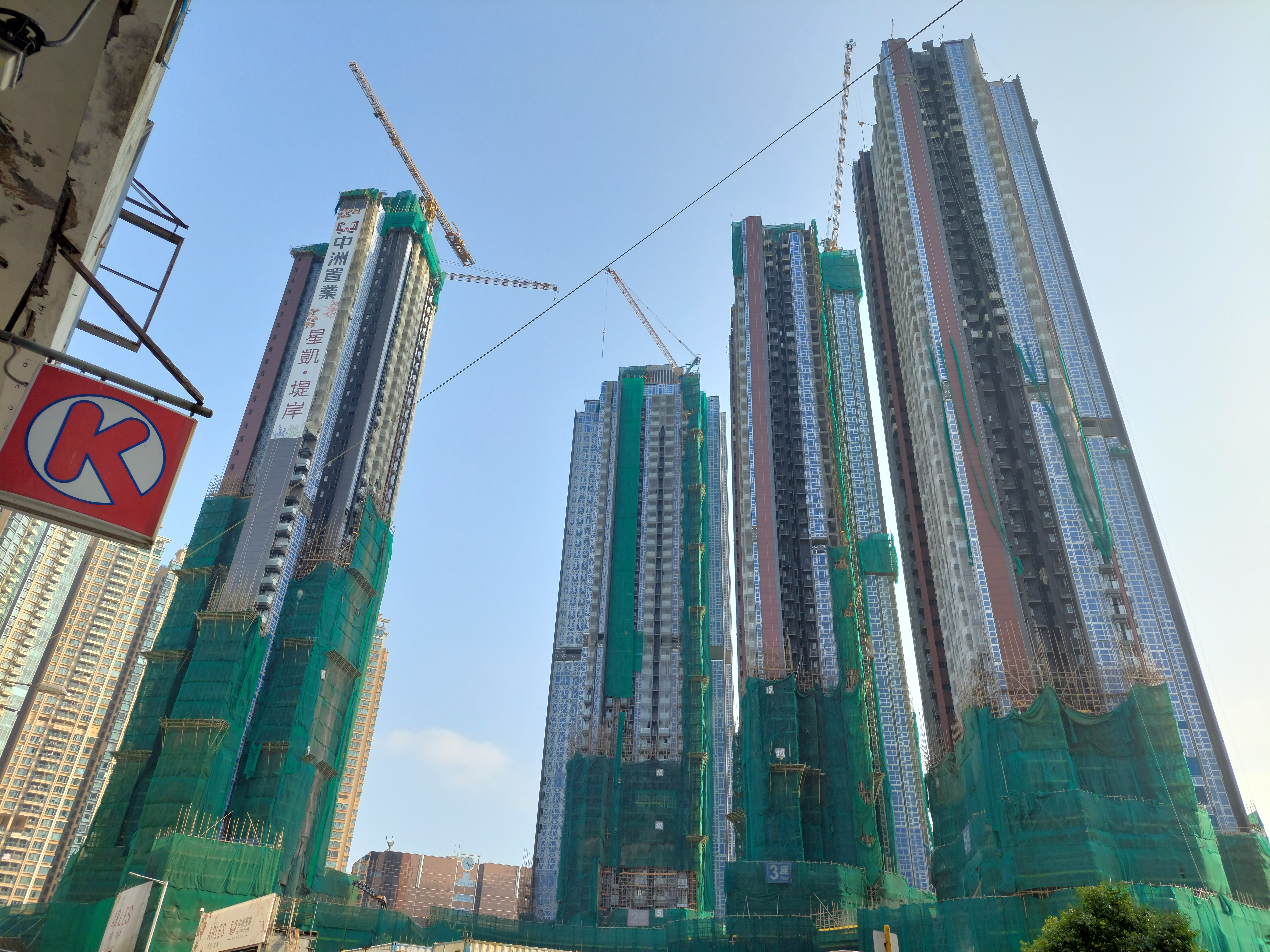
拆棚中，2022年1月
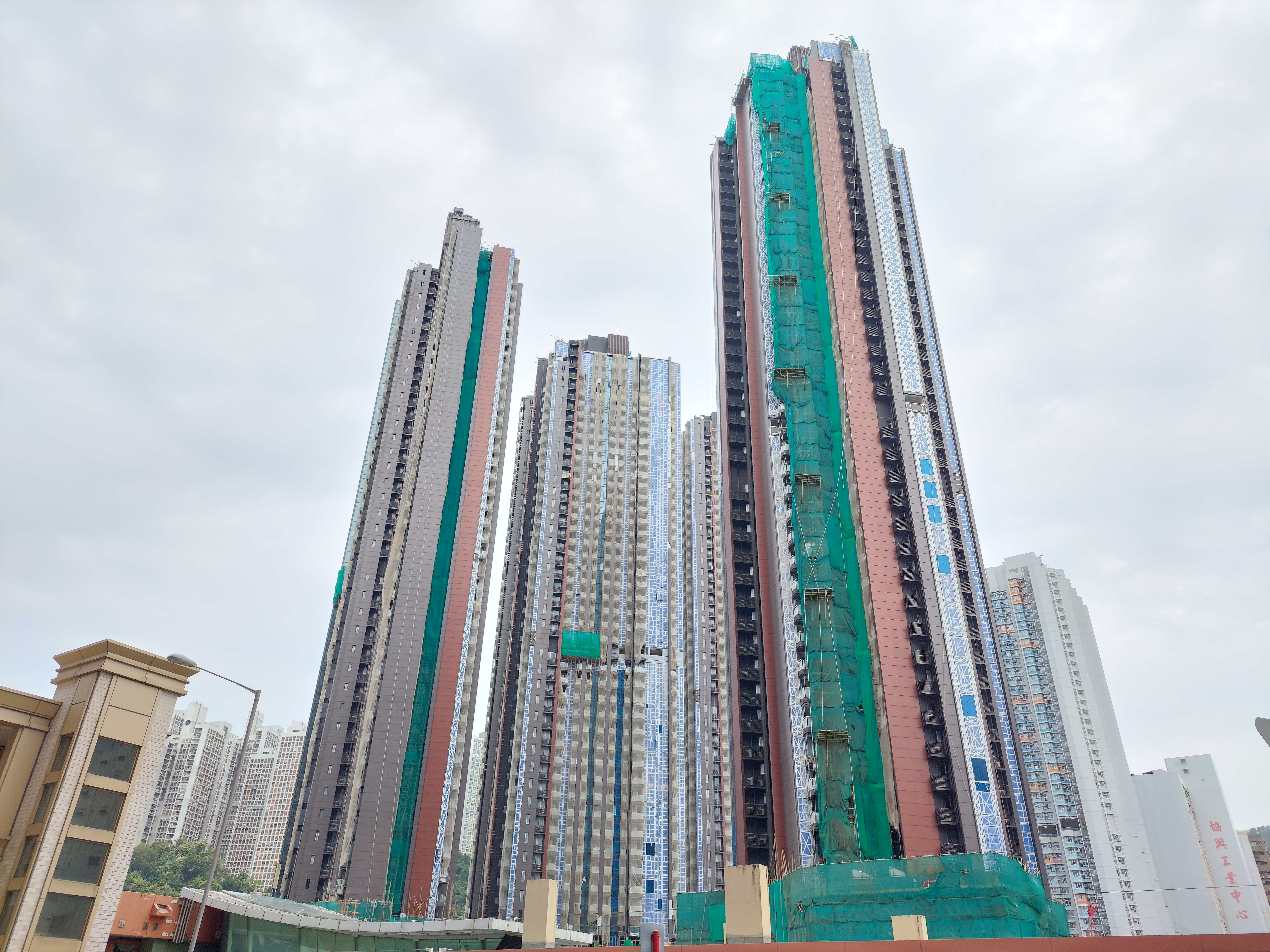
2022年5月
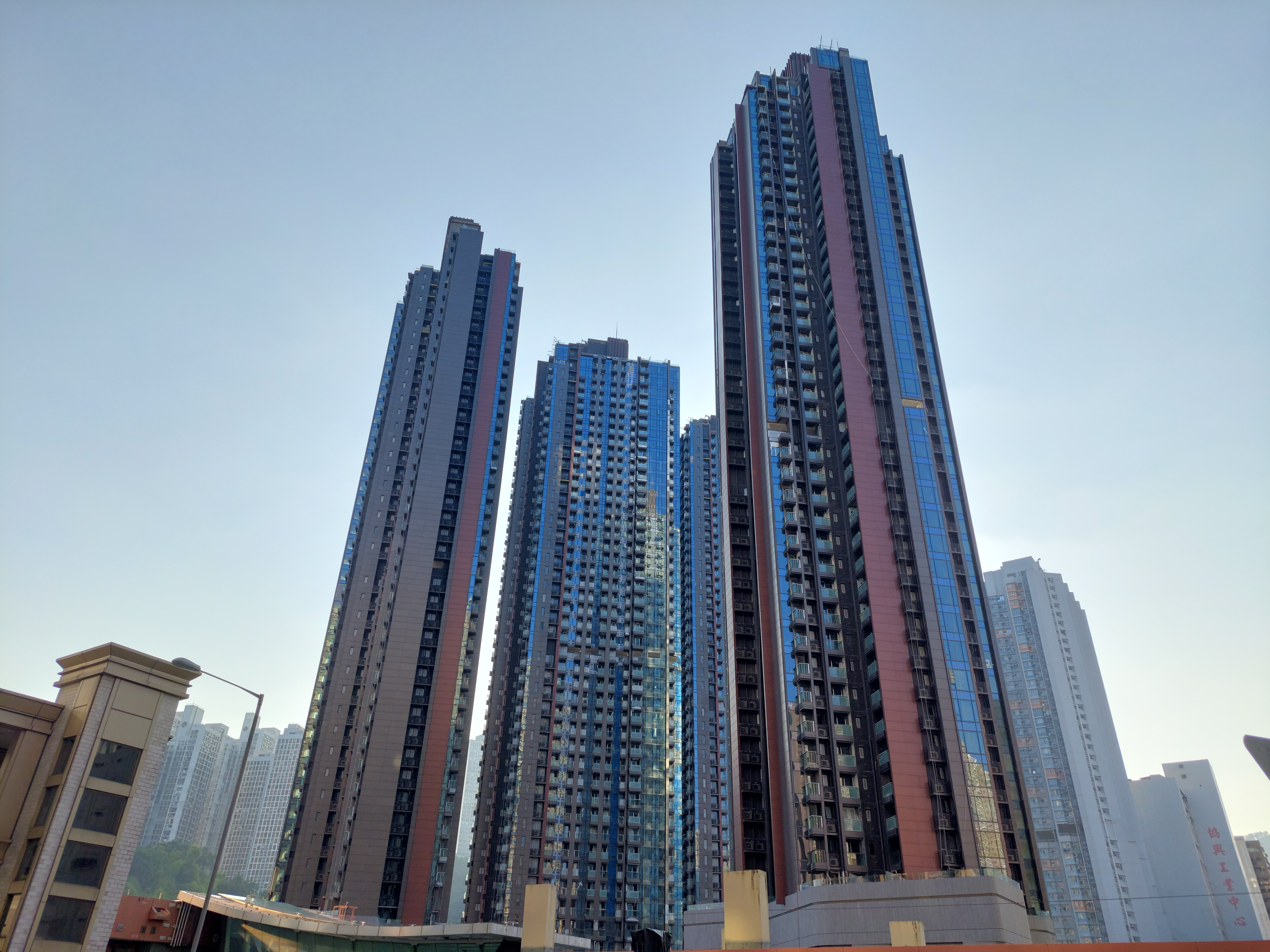
2022年9月
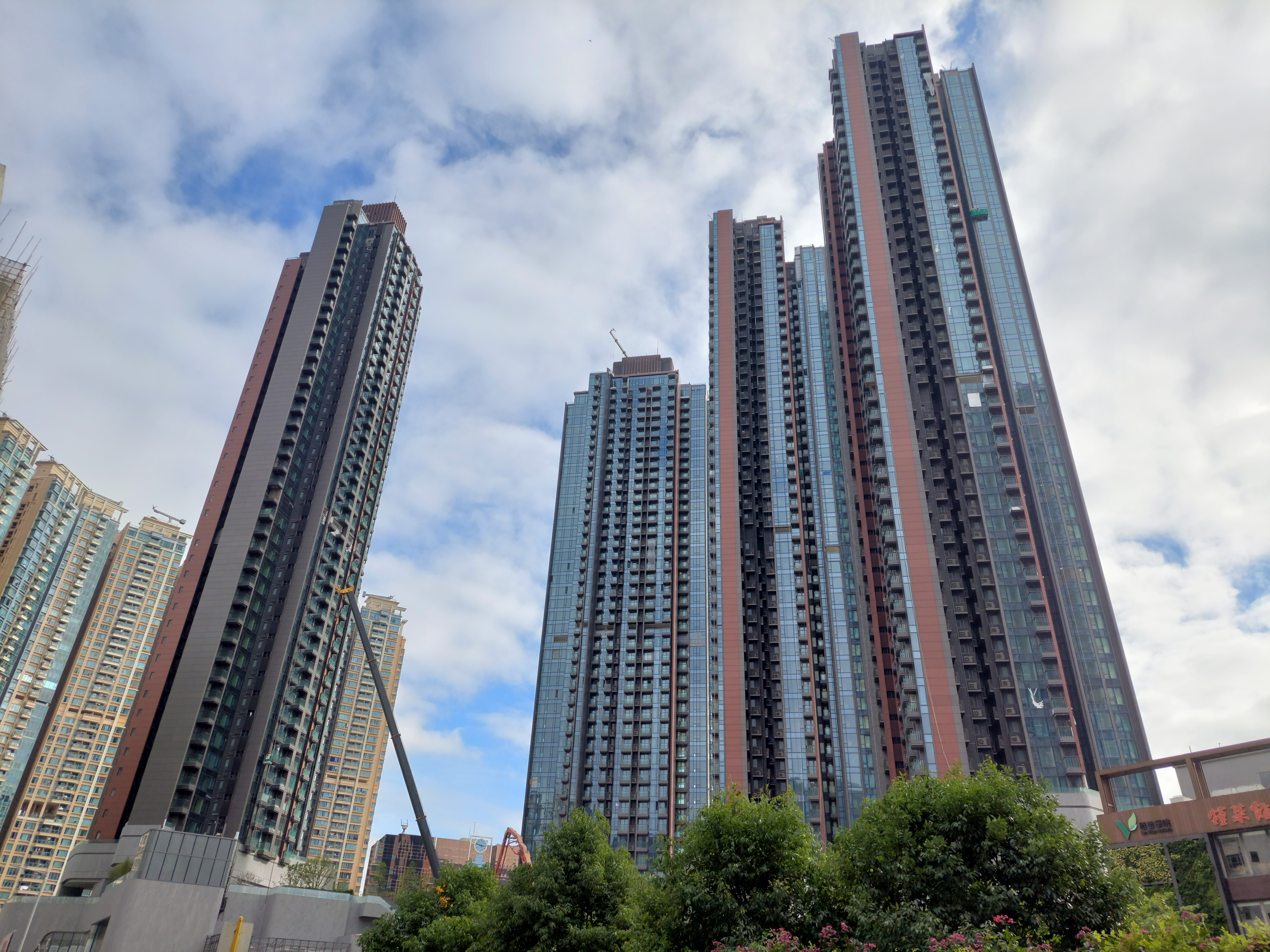
2022年12月

## 知名業主
- 杜凱琹[14]：港隊乒乓球選手
- 呂健威：練馬師，購入單位並贈予女兒[15]

## 事件
- 受內地房地產企業恒大集團爆發債務危機影響，開售初期只有恒生銀行及工銀亞洲為此屋苑承造樓花按揭。[16][17]

- 2022年10月23日進行次輪銷售期間，美聯物業和中原地產代理疑因揀樓發生口角之後互相推撞並打架，事件中一名46歲代理受傷送院，其後有警員到售樓處調查，銷售活動一度暫停逾一小時。發展商不回應事件。[18]

## 鄰近
- 火炭渠
- 稻苗學院
- 旭禾苑
- 火炭村
- 火炭工業村
- 賽馬會體藝中學

## 外部連結
- 星凱·堤岸 （页面存档备份，存于）